# 最終幻想IV
《最终幻想IV》（台湾旧译）是由史克威爾（今史克威爾艾尼克斯）開發並發行的電子角色扮演遊戲，為最終幻想系列的第四部本傳作品。1991年首發日文的超級任天堂版，後於多個平臺移植或重製。由於《最終幻想II》和《最終幻想III》的初版並未發行日文以外版本，故本作最初在北美發行時取名為「最終幻想II」（Final Fantasy II）以順應當地編號，但後來移植或重製的歐美版本則改回了原標題。
遊戲圍繞主角暗騎士塞西爾，講述他試圖阻止法師高貝茲侵吞世界的故事。在旅程中不斷有隊員加入，亦有人因死亡、受傷或其他不幸事件而離隊。《最終幻想IV》引入的部分新元素成為了最終幻想系列及往後角色扮演遊戲的模板。和系列前作不同，遊戲使用了“即時戰鬥”系統，此系統也應用於多部系列續作中，同時《IV》中每個角色有固定的職業設定。
《最終幻想IV》以角色推動劇情，使用了新技術以及植松伸夫廣受歡迎的配樂，被視為系列與角色扮演遊戲的里程碑。《最終幻想IV》被視作最早使用複雜劇情的遊戲之一，並被認為開創了角色扮演游戏導入戲劇性劇情的理念。任天堂DS重制版採3D建模完全重製，于2007年在任天堂DS平台发行。其后传《最終幻想IV The After -月之歸還-》于2008年在日本手机平台发行，并于2009年6月1日通过Wii商店频道开放全球下载。2011年发行的《最終幻想IV 完全收藏輯》收录了《最终幻想IV》及《月之归还》。任天堂DS重制版的iOS移植版于2012年12月20日发行，Android版和Windows版分别于2013年和2014年发行。

## 遊戲玩法

在超級任天堂上的《Final Fantasy IV》遊戲畫面。一行人在月球上和藍龍戰鬥的遊戲畫面

在《最終幻想IV》中，玩家控制一行多名角色完成故事冒險任務。角色可以在地圖上移動，與其他人對話，並與敵人作戰。塔、山洞與森林等各種地區透過世界地圖連接起來。玩家可以在城鎮中恢復力量、購買裝備、獲得下一個目的地的線索。而敵人以隨機間隔出現在世界地圖和迷宮中。在作戰中，玩家可以選擇戰鬥、使用魔法與道具、逃跑、調整角色位置，或是暫停。一些角色擁有特殊能力。本作是系列中首個允許玩家控制至多五名角色的遊戲，前作中玩家至多只能同時控制四人。
玩家角色和怪物都有生命值（HP），角色的HP會顯示在主戰鬥螢幕下方。受到攻擊後，角色的HP會下降直至為0，而當HP為0時，角色將無法行動，怪物會死亡。若全部角色都被擊倒，遊戲即會結束，玩家需要從遊戲存檔中重新載入進度。玩家可通過多種方式回復生命值，如在旅店中睡覺、使用藥水等隊伍持有的道具，或是使用治癒魔法。武器和防具等裝備可以在城鎮購買，或在迷宮中找到，其可以增大對怪物的傷害，或降低受到的損傷。玩家可以調整角色戰鬥中是在隊伍前方還是後方。角色的在隊伍位置會影響角色的傷害與某些攻擊。遊戲劇情為單線式，玩家通常只能沿著一條路線發展遊戲，但仍有少量支線任務。
和之前RPG的回合制設計不同，史克威爾在《最終幻想IV》中引入了即時戰鬥（ATB）系統。該系統在後來的許多史克威爾遊戲中應用。
每個角色都由特定的強項和短板；例如一個強大的魔法師可能防禦很低，物理戰鬥者可能敏捷度低。如同其他最終幻想遊戲，角色可學會個更強大的新能力與戰鬥技能。魔法被分為用來治癒與支援的“白魔法”，用來攻擊的“黑魔法”，以及可呼喚召喚獸攻擊或完成特定功能的“召喚術”。第四種類型“忍術”包括支援與攻擊法術，只有一名角色可以使用。12個操作角色中有8名角色可使用魔法，隨著升級到程序預設的等級，或完成特定劇情，角色就可以學會新魔法。為了消除長時間的練級，遊戲使用了平衡後的點數增長、道具與獎勵。和幾部都在FC平臺發行的前作相比，《最終幻想IV》由於在更強大的超級任天堂平臺發行，因而圖形得以提升。遊戲使用了超級任天堂的Mode 7技術，故提升了魔法使用的視覺效果，飛空艇飛行時的傾斜地面與鳥瞰視圖也更具戲劇性。

## 情節

### 設定
《最終幻想IV》的情節大多發生在地球——又被稱作藍星——上，地球分為人類居住的地表世界和矮人居住的地下世界。一個圍繞藍星的人造月亮上居住著月之民。月之民最初是從一個被摧毀，變成圍繞藍星小行星帶的世界過來的，他們頭上有一個月亮形的紋章。他們創造了人造月亮，並休眠直到他們認為能和人類共存。圍繞藍星的還有另一個自然月亮，但遊戲中不能到達那裡。

### 角色
《最終幻想IV》一共有12個玩家角色，每個角色都由獨特不可修改的角色職業。在遊戲中玩家同時可以控制至多五名角色。主角塞西爾·哈維是巴倫王國空軍紅翼的隊長，一名黑暗騎士。他與龍騎士隊長凱因·海温德是童年夥伴。羅莎·法雷爾是一名白魔導士弓箭手，是塞西爾的情人。紅翼飛船由塞西爾的朋友，技師希德·波蘭帝納建造。
在冒險途中，其他任務也加入了隊伍，他們包括：迷霧村年輕的召喚師，莉迪亞；傳說的賢者，泰拉；達姆西安王子，吟遊詩人吉尔伯特·克里斯·冯·缪尔；法布爾的武僧頭領楊·房·萊頓；敏西迪亞村雙胞胎魔法學徒，黑白魔法師帕羅姆和波羅姆；艾伯倫王子，忍者艾吉；以及長眠的月之民守護人，福索亞。
賽姆斯是遊戲的最終反派。他希望毀滅人類，讓他的人民居住在地球。他利用精神力量控制高貝茲和凱因啟動巴貝爾巨人，以此來滅絕人類。

### 劇情
在《最終幻想IV》的開場，巴倫王國的空軍紅翼進攻敏西迪亞鎮搶奪水晶。當紅翼艦長塞西爾回來詢問國王動機時，便被免去職務，並被要求同凱因將一個包裹送至迷霧村。到迷霧村後，二人看著包裹裏飛出的怪物摧毀了整個村莊。唯一倖存的小女孩莉迪亞在憤怒之中召喚除了一場地震，隔開了塞西爾和凱因。塞西爾醒來後將昏迷的莉迪亞帶到了附近的旅館。當巴倫士兵來抓走莉迪亞時，塞西爾保護了她，之後莉迪亞加入了塞西爾的旅程。塞西爾的情人羅莎跟著他到了這裡，但染上了發熱病。在尋找解藥的路上，塞西爾和莉迪亞遇見了泰拉，他要去達姆西安城找回私奔的女兒安娜。然而安娜被紅翼投下的炸彈炸死。安娜的情人，達姆西安王子吉爾伯特稱紅翼換了新首領高貝茲，在奪取敏西迪亞的水之水晶後，又來這裡搶奪火之水晶。泰拉離開隊伍，為女兒的死亡找高貝茲復仇。在找到羅莎的解藥後，一些人決定前去法布爾保護風之水晶。在路上他們遇到了法布爾的武僧楊大師，並一起前去保護水晶。在紅翼的攻擊中，成為高貝茲手下的凱因出現。他擊敗了塞西爾；當羅莎調解時，高貝茲將其綁架，並和凱因帶走了水晶。一行人走水路前去巴倫，但途中因遭利維坦的攻擊而分散。
塞西爾獨自在敏西迪亞附近醒來。當進入鎮子後，他發現居民都在蔑視之前攻擊鎮子他。當見到敏西迪亞長老後，他知道要擊敗高貝茲，就必須攀登試煉之山，成為一名聖騎士。隨他同行的還有一對雙胞胎魔導士，帕羅姆和波羅姆。在山上一行遇到了泰拉，他為擊敗高貝茲，來到這裡尋找忘記的隕石魔法。在拋棄自己的黑暗後，塞西爾成為了聖騎士，而泰拉也學會了隕石術。在到達巴倫後，一行遇到了失憶的楊，並幫他恢復了記憶。一行之後見到了國王，發現他原是高貝茲手下凱納索假扮的。在將其擊敗之後，希德進來並告訴他們他還有一艘飛空艇企業號。在路上，隊伍進入了卡納索設置的陷阱之屋，帕羅姆和波羅姆犧牲自己救出了塞西爾、泰拉、希德和楊。上了飛空艇後，凱因出現並要塞西爾以最後的水晶交換羅莎的性命，在病榻上的吉爾伯特的幫助下，一行人獲得了水晶。凱因帶著一行人來到了囚禁羅莎的佐特之塔。在塔頂，高貝茲企圖帶著水晶逃走。泰拉發動隕石消滅高貝茲，但也耗盡了自己的生命。然而魔法只是削弱了高貝茲，讓他不能再控制凱因。凱因幫助塞西爾解救了羅莎，而羅莎將一行人傳送到了巴倫。
在巴倫，凱因告訴大家，高貝茲還必須收集到地下的四顆暗之水晶，才能完成到達月球的任務。一行人來到了地下，並與遇到了和紅翼作戰的矮人。在突然到來的莉迪亞的幫助下，一行人擊敗了高貝茲，由幻獸之鄉時間的流動不同，在那裡的她長成了年轻女子。然而，隊伍最終還是沒能阻止高貝茲奪走水晶。為了取回被高貝茲奪走的水晶，在矮人的幫助下，他們進入了巴貝爾之塔。由於塔中巨炮機關暴走，楊犧牲自己阻止巨炮發射。在逃離高貝茲的陷阱後，一行乘企業號逃向地上世界，為阻止紅翼的追殺，希德犧牲自己炸毀了地上和地下的通路。之後為了報仇而受傷的艾伯倫王子艾吉被賽希爾一行人所救，便加入了隊伍，並重回巴貝爾之塔拿回被奪走的水晶。然而當到達水晶所在的房間時，隊伍從陷阱中落入地下世界。再次遇到矮人時，一行遇到了生還的希德，隊伍動身在高貝茲之前搶救第八顆水晶。當一行拿到水晶後，高貝茲出現並繼續控制凱因帶走了水晶。在得知設計的大船月之鯨可以往返地球和月球後，希德再次加入隊伍。一行人回到地表乘坐月之鯨。
在月球上，隊伍遇到了賢者福索亞，他告訴塞西爾他的父親是月之民。福索亞還解釋道，月之民賽姆斯計畫毀滅藍星的生命，讓月之民移民於此，他利用高貝茲召喚巨大的機器人，巴貝爾巨人。隊伍返回地球後，看到地下和地上的部隊在攻擊巨人，其中包括生還的楊、帕羅姆和波羅姆。在進入巨人內部破壞巨人後，一行人面對著高貝茲和凱因，福索亞消除了賽姆斯對高貝茲的控制，解放了凱因。塞西爾得知高貝茲是他的哥哥。高貝茲和福索亞回月之核心消滅賽姆斯，塞西爾一行也跟了過去。在月之核心，一行看到了高貝茲和福索亞擊敗了賽姆斯。但它很快復活變成了熱賽姆斯。塞西爾和他的夥伴擊敗了熱賽姆斯。戰鬥後福索亞和高貝茲選擇離開地球居住在月球。在尾聲中，主要角色都參加了塞西爾和羅莎的婚宴，他們二人成為了巴倫的新國王與皇后，唯獨凱因在試煉之山頂部，發誓彌補他的罪過。

## 开发
继1990年《最终幻想III》成功发售后，史克威尔计划开发两部最终幻想游戏——一部于FC游戏机平台，另一部为即将上市的超级任天堂平台，并分别定名《最终幻想IV》和《最终幻想V》。由于财政和日程表的限制，史克威尔放弃开发该FC游戏，而继续开发超级任天堂游戏，并将其重命名为《最终幻想IV》。曾有日本杂志发布过取消FC游戏的模拟截图，但除此之外几乎没有相关信息了。《最终幻想IV》总监坂口博信称FC游戏完成了近80%，一些理念重新在超级任天堂使用。
《最终幻想IV》总设计师时田贵司在史克威尔的第一个工作是全职雇员。在此之前时田曾想成为一名戏剧演员，但在游戏的工作中他决定成为一名“伟大的电子游戏创作者”。《最终幻想III》的主设计师田中弘道也曾参与游戏开发。但田中想创作无缝战斗系统，既不使用独立屏幕也不使用菜单操作，自《最终幻想IV》不决定向那个方向开发式，他便让团队转向动作角色扮演游戏《圣剑传说》的开发。《最终幻想IV》的开发团队总计14人，游戏完成用了约1年时间。
游戏总监坂口博信完成了游戏的初步理念，包括整个剧情以及巴伦皇家空军的名称“红翼”。即时战斗（ATB）系统由伊藤裕之构思设计，他的灵感来自于观看一级方程式赛车时，看到赛车以不同速度互相超越。他由此产生每个角色速度值不同的念头。该系统由青木和彦、伊藤和松井聪彦开发。游戏主设计师时田编写了剧本，并创作了像素画。时田称其压力很大，若不努力工作这个项目就不会完成。时田称，《最终幻想IV》的设计汇聚了他认为前三作中的精华：《最终幻想III》的职业系统，《最终幻想II》的故事聚焦，以及第一作中“作为游戏象征”的元素头目。游戏还参考了《勇者斗恶龙II》。《最终幻想IV》的主题是随塞西尔“从黑暗走向光明”，聚焦于大量不同角色间的亲情与友情，以及“独自一人的蛮力并非力量”。时田认为《最终幻想IV》是系列第一部真正有戏剧性的游戏，也是第一部“角色、剧情有相当深度”的日式角色扮演游戏。
由于卡带容量限制，游戏剧本必须砍为原长的1/4，但时田确保只是去掉“不必要的对话”而非实际剧情元素。随着从FC到超级任天堂画质的提升，天野喜孝可以创作比前作更精美的角色设计，从图像上也已可明显看出人物特征。时田认为减少剧本长度可以加快游戏步调。但他也承认故事某些部分“不清晰”，或是“看着没有深度”，这直到后来的移植与重制版才有改善。由于时间和容量限制，游戏放弃了一个想法，即在游戏接近尾声时的一个迷宫中，各个角色可以提升自己能力；该迷宫后来作为月之遗迹收录自Game Boy Advance版游戏中。

### 音乐
《最终幻想IV》的配乐由为系列长期作曲植松伸夫谱写。植松称创作过程很很折磨人，如试错，还需要音频工作人员在史克威尔总部的睡袋中度过几晚上。他的唱片解说文中幽默的称，凌晨1:30写着“在办公室，自然的”。配乐广受好评，评论称尽管受到媒体限制，但评论依然称赞其创作质量。曲目《爱之主题曲》甚至选入了日本音乐课程的儿童教科书中。植松还在其最终幻想音乐会系列中演奏了一些乐曲。
有三张《最终幻想IV》音乐专辑在日本发行。第一张，《最终幻想IV原声版》于1991年6月14发行，其中收录了游戏的44首曲目。第二张，《最终幻想IV 凯尔特之月》于1991年10月24日发行，其中选录了游戏中的音乐，并由凯尔特音乐家Máire Breatnach改编与演奏。最后一张，《最终幻想IV 钢琴曲选辑》是由森俊之钢琴独奏的编曲专辑，于1992年4月21日发行，这也开创之后最终幻想游戏发行钢琴选辑的潮流。一些曲目还收录于史克威尔制作的最终幻想合辑中，如黑魔导士的《最终幻想声乐合辑I －祈祷－》。聚焦于电子游戏音乐改编的Project Majestic Mix也发行了《最终幻想IV》的重编音乐，此专辑独立于史克威尔但经过官方授权。游戏音乐还选入于日本混音专辑《同人音乐》中，OverClocked ReMix等英语混音网站也使用了游戏音乐。

### 北美本地化
因为之前两部最终幻想游戏当时没有在北美本地化并发行，因而《最终幻想IV》在北美发布时为保持名称连续性而改名“最终幻想II”。该状况持续到《最终幻想VII》在北美发行（后来《最终幻想VI》在北美名为“最终幻想III”），随着之后各版本《最终幻想II》和《III》的发行，美版游戏也回归原标题《最终幻想IV》。
英文本地化版《最终幻想IV》沿用了剧情、图像与原声，但开发者为新玩家而显著降低了难度。因容量限制，一些角色的描述和情节背景元素被删除。例如凯恩的背景、与其父亲的关系，以及塞姆斯殖民地球计划的动机都没在游戏中出现。此外其他明显的变化有，去掉了明显有关犹太－基督宗教内容，以及某些潜在让人反感的图形。例如魔法“神圣”改为了“白”（White）；所有有关祈祷的内容也都被删除，敏西迪亚的祈祷之塔改名为祝愿之塔（Tower of Wishes）。直接表现死亡的内容也被删除了，尽管几个角色在游戏中仍然显然死亡。修改翻译是依照当时任天堂美国的审查政策。

## 重制
除了原版外，《最终幻想IV》还有多个不同的重制版。第一个版本是《最终幻想IV简易版》，在日本超级任天堂平台发行的游戏修改版，《简易版》设计的比北美版更为简单。在该中，武器攻击力获得提升，一些饰品和防具的防护效果获得强化。
PlayStation移植版于1997年3月21日在日本首发。移植版由东星软件制作，任天堂发行，游戏由青木和彦担任设计师兼总监，深谷文明监督，今井明弘制作。该版本除了在《简易版》上做了调整外，和原版游戏相同。PlayStation版最显著的变化是在开场与结局加入全动态动画，通过按取消键加快在迷宫和城镇的移动速度，以及通过“备忘录”选项在世界地图任意处存档。1999年3月11日，游戏随《最终幻想合集》(ファイナルファンタジーコレクション)再次于日本PlayStation发行，该合辑其它的游戏是PlayStation版《最终幻想V》和《最终幻想VI》。合辑发行了5万份限量版，其中附随最终幻想主题闹钟。
PlayStation移植版后来与《时空之轮》打包，于2001年以《最终幻想编年史》为名在北美发行；PlayStation版还与《最终幻想V》打包，于2002年以《最终幻想选集》(Final Fantasy Anthology)为名在欧洲和澳洲发行。英文本地化版使用了新翻译，但一些翻译则使用了以前森山薰的翻译，如“You spoony bard!”被保留下来，并获爱好者的喜爱。在PlayStation上做了少许改变的WonderSwan Color重制版于2002年3月28日在日本发行。重制版通过加强细节与调整彩色浓淡，改善了角色的图标与背景。
Game Boy Advance重制版由再次由东星软件移植，发行名称为《最终幻想IV Advance》。游戏由任天堂美国于2005年12月12日在北美发行，史克威尔艾尼克斯于2005年12月15日在日本发行，任天堂于2006年2月23日在澳洲发行，并于2006年6月2日在欧洲发行。游戏于日本发行了一个特别版，其中包括限量版Game Boy Micro，以及一个印有塞西尔和凯恩插画的面板。游戏较WonderSwan移植版更大的改进了图像，并在音乐上做了小修改。英文本地化团队校订了翻译，改善了故事流畅度，并恢复了原版缺少的细节情节。原北美版中删除的内容被重新加入，魔法名改用更接近日文的译名，如将“Bolt2”改为“Thundara”。游戏在试炼之山加入了新洞窟，其中藏有五位角色的强力武器防具，此外还有游戏通关后才能进入的迷宫月之遗迹。
作为最终幻想系列20周年纪念的一环，游戏以3D画面重制于任天堂DS平台，并于2007年12月20日在日本发行，2008年7月22日在北美发行，2008年9月5日在欧洲发行。重制版较原作加入了一系列新功能，如配音、小游戏，并改变了基本游戏系统。游戏由Matrix Software开发，团队是《最终幻想III》DS重制版的制作团队，重制版由原版开发团队监督：时田贵司担任执行制作人兼总监，浅野智也担任制作人，伊藤裕之担任战斗设计师。动画师金田伊功绘制新过场动画分镜。
原版游戏Wii Virtual Console服务于2009年8月4日在日本发布，2010年3月8日在北美发布，2010年6月11日在PAL区发布。与日本i-mode手机兼容的强化移植版于2009年5月发行。其保留了Wonderswan Color于Game Boy Color移植版的特性，但将画质提升为后来游戏《月之归还》的水平，并加入了可在游戏完成后可以进入的新“附加迷宫”。
游戏随《月之归还》以《最终幻想IV 完美收藏版》为名发行于PlayStation Portable平台。和3D画面的DS重制版不同，该版本使用了更新的2D图形。合辑还加入了发生在游戏和《月之归还》情节间的新篇章《最终幻想IV 插曲》。滨涡正志为游戏重编了主题曲。游戏于2011年3月24日在日本发行，2011年4月19日在北美发行，2011年4月21日在欧洲发行，2011年4月28日在澳洲发行。2012年12月18日，PlayStation移植版随《最终幻想25周年纪念超级包》在日本发行。
2012年12月发布iOS版，2013年6月发布Android版。这两个版本均移植自任天堂DS版，且增加了“极易”这一难度选项。2014年9月27日，在没有宣传的情况下发行了Microsoft Windows版。

## 評價
主流评论将《最终幻想IV》称为史上最伟大的电子游戏之一，称其开辟了当今常见游戏机角色扮演游戏之特征，其中包括“RPG之戏剧性概念”。评论称赞了游戏图像、系统和配乐，並稱《最終幻想IV》是最早使用複雜情節的角色扮演遊戲之一。遊戲於1991年一經發行時，《任天堂力量》就稱其為角色扮演遊戲的“傑出新標準”。此外《GamePro》在1992年3月刊中給遊戲打了5/5的滿分。《龍》的評論員桑迪·皮特森評給遊戲“傑出”的等級，稱讚了遊戲音樂、難度以及劇情，稱遊戲和大多數RPG的隊員總是“站在一起，同甘共苦”不同，該遊戲中角色有自己的動機，並經常從隊伍中離開，“甚至背叛”他們。他認為遊戲就像“講述了幻想小說的故事情節”，並將其和《魔戒》與《铁面人》做了對比，因為“角色往往為自己說話”，他“比其他任何電腦遊戲”都“更依戀”隊伍。
在《任天堂力量》的第100期和200期中，遊戲登上“100個最偉大任天堂遊戲”的第9名和28名。在2005年，IGN將遊戲列為史上最佳遊戲的第26名，並成為當時排名最高的最終幻想作品；但在2007年，遊戲排名第55，次於《最終幻想VI》和《最終幻想戰略版》。在《Fami通》2006年舉辦的讀者投票中，遊戲排名第6。但英文原版遊戲的糟糕翻譯或質量卻得到了強烈批評。
超級任天堂版《最終幻想IV》在日本售出144万份。截至2003年3月31日，SFC版、PlayStation版和WonderSwan Color版累計在全球出貨216萬，其中日本182萬，海外34萬。2007年發售了任天堂DS版，截至2009年3月該版在全球售出110萬份。
PS版合輯《最終幻想選集》在1999年售出40萬份，成為當年日本第31暢銷的電子遊戲。週刊《Fami通》專家組的六名評論者給遊戲打了54/60分。Game Boy Advance版《最終幻想IV Advance》獲評論者讚揚，但一些評論認為遊戲畫面沒有達到當時遊戲良好的質量，特別是相對於《最終幻想V》而言。評論稱一些愛好者可能挑剔於新翻譯的某些錯誤。任天堂DS版遊戲在視覺、畫面改變以及新對話上都獲稱讚。遊戲獲IGN2008年電子遊戲獎之最佳任天堂DS RPG提名。

## 影響
《最終幻想IV》的後傳《最终幻想IV The After -月之归还-》設定於原遊戲17年之後。遊戲前兩章於2008年2月在日本NTT DoCoMo FOMA 903i系列手機上發行，並預定於2008年第一季度在au WIN BREW系列手機上發行。遊戲主角為塞西爾於羅莎之子賽歐多亞，前作的多數角色也會登場，一些角色還會扮演更重要的角色，同時遊戲還有一些新角色。繼行動電話版發行後，又流出了遊戲在日本以外發行的信息。在2009年3月25日，任天堂2009年遊戲開發者大會的主題報告上，岩田聰稱將在年內稍後為北美Wii開放《月之歸還》的WiWare服務。前兩章於2009年6月1日在北美發行，2009年6月5日在PAL區發行，其他章節將在幾個月後發行。
《最終幻想IV》的兩卷改編小說於2008年12月25日在日本發行。

## 外部連結
- Game Boy Advance版官方页面 （日語）
- 任天堂DS版官方页面 （日語）
- 移动电话版官方页面 （日語）
- 任天堂北美官方页面（Web Archive存档）（英文）